# Fernando de Abreu
Fernando Augusto de Abreu Ferreira (São Paulo, Brasil, 3 de octubre de 1984), conocido como Fernando de Abreu, es un futbolista brasileño. Juega de defensa y su primer equipo fue el São Paulo FC de Brasil. Actualmente milita en las filas del Olympiakos Nicosia FC.

## Trayectoria
De Abreu comenzó su carrera deportiva en el São Paulo FC de Brasil, emigró a Europa fichado por el  FC Porto de Portugal, y luego pasó al Torino FC de Italia, donde obtuvo la nacionalidad Italiana, en el 2003 encalló en España fichado por el Racing de Santander, en el club verdiblanco estuvo en su filial de segunda división por cuatro años. El 31 de agosto de 2007 pasó a formar parte del cuadro rojiblanco del Atlético de Madrid B, donde no ocupa ficha de extracomunitario por tener pasaporte italiano.
Debutó en la Primera división española con el Racing de Santander sustituyendo a su compañero Pablo Alfaro en los últimos minutos del partido de la temporada 2006-07 contra el Betis.
Habitualmente ocupa la demarcación de central, aunque también puede jugar como lateral y aunque es diestro puede jugar en la izquierda.
En verano de 2007 llegó a la plantilla del Atlético de Madrid B, jugando con el primer equipo la pretemporada.
Ha sido también internacional con la selección sub-23 de Brasil.

## Clubes
| Club                  | País      | Temporada   |
| --------------------- | --------- | ----------- |
| São Paulo FC          | Brasil    | S/D         |
| FC Porto              | Portugal  | S/D         |
| Torino FC             | Italia    | S/D         |
| Racing de Santander   | España    | 2003-2007   |
| Atlético de Madrid B  | España    | 2007-2009   |
| NK Olimpija Ljubljana | Eslovenia | 2009 - 2010 |
| Olympiakos Nicosia FC | Chipre    | 2010 - 2011 |
| IFK Mariehamn         | Finlandia | 2010 - 2011 |
| Darul Takzim          | Malasia   | 2011 - 2012 |
| FK Ekranas            | Lituania  | 2012 - 2013 |